# 1124 en santé et médecine
| Années de la santé et de la médecine : 1121 - 1122 - 1123 - 1124 - 1125 - 1126 - 1127    |
| Décennies de la santé et de la médecine : 1090 - 1100 - 1110 - 1120 - 1130 - 1140 - 1150 |

Cet article présente les faits marquants de l'année 1124 en santé et médecine.

## Événement
- Alors qu'« une famine épouvantable sévit en Flandres […], les plus pauvres [meurent] de faim à côté de greniers pleins » parce que les mesures prises par Charles le Bon sont sans effet sur le prix du pain[1].

## Fondations
- Les prémontrés fondent à Laon l'hôpital Saint-Martin, « pour y recevoir et y soigner les voyageurs et les pèlerins[2] ».
- La léproserie que les bourgeois de Liège ont fondée hors les murs en 1117 est confiée par le prince évêque Albéron Ier aux chanoines et chanoinesses prémontrés de l'abbaye du Mont-Cornillon[3].
- « Essai d'ambulance projeté [par le roi Louis VI] lors de la grande invasion dont les Allemands menacent la France[4]. »
- Fondation probable de St. Bartholomew's Hospital (en), entre Chatham et Rochester, dans le Kent, en Angleterre, par Hughes de Trottiscliffe, abbé de Saint-Augustin de Cantorbéry[5].
- Entre 1100 et 1124 : fondation par Gaston IV, vicomte de Béarn, d'un hôpital pour pèlerins, dit du Faget d'Aubertin, sur la commune actuelle de Lacommande[6].
- Avant 1124 : fondation de la léproserie Saint-Lazare de Paris[7].
- Avant 1124[8] (1119[9] ?) : Guillaume IX, duc de Guyenne, fonde l'hôpital Saint-Jacques de Bordeaux, établissement d'accueil mixte, et « toujours ouvert aux pèlerins et malades à la fin des années 1180[9] ».
- 1124 ou 1125 : fondation par Roger Fitz Herbert de la léproserie de la Madeleine d'Orbec, en Normandie[10].
- Entre 1124 et 1151 : sous Algare, évêque de Coutances, « fondation à Bolleville, en Normandie, dans l'ancien canton de La Haye-du-Puits, par Richard de La Haye, […] d'un prieuré de l'abbaye de Lessay à usage de léproserie, placé sous le vocable de Sainte-Marie Madeleine […], établissement élitiste réservé surtout à des membres de la noblesse[11] ».

## Personnalité
- 1124-1151 : fl. Jean, médecin, donateur au prieuré Saint-Jacques de Grez-Neuville en Anjou[12].